# Krušvar
Krušvar – wieś w Chorwacji, w żupanii splicko-dalmatyńskiej, w gminie Dicmo. W 2011 roku liczyła 490 mieszkańców.